# Zsuzsanna Vörös
Zsuzsanna Vörös (n. 4 mai 1977, Székesfehérvár, Fejér, Ungaria) este o sportivă maghiară, medaliată olimpică. A participat la 3 ediții ale Jocurilor Olimpice (2000, 2004, 2008) în care a câștigat o medalie de aur.